# 泰尔尼艾-默莱和圣伊莱尔
泰尔尼艾-默莱和圣伊莱尔（法語：Ternuay-Melay-et-Saint-Hilaire，法語發音：[tɛʁnɥɛ məlɛ e sɛ̃.t‿ilɛʁ]）是法国上索恩省的一个市镇，属于吕尔区。该市镇于1806年由原市镇泰尔尼艾（Ternuay）、默莱（Melay）和圣伊莱尔（Saint-Hilaire）合并而成。

## 地理
泰尔尼艾-默莱和圣伊莱尔（47°47'6"N, 6°37'45"E）面积25.74 平方千米，位于法国勃艮第-弗朗什-孔泰大區上索恩省，该省份为法国东部内陆省份，北起顺时针与孚日省、贝尔福地区省、杜省、汝拉省、科多尔省和上马恩省接壤。
与泰尔尼艾-默莱和圣伊莱尔接壤的市镇（或旧市镇、城区）包括：福科涅和拉梅尔、埃克罗马尼、弗雷斯、梅利塞、塞尔旺斯-米耶兰。

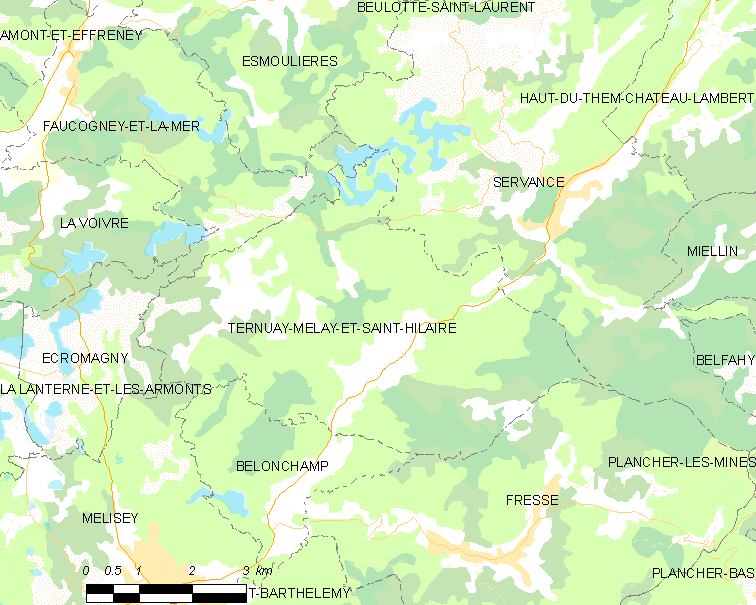
泰尔尼艾-默莱和圣伊莱尔的OSM定位图

泰尔尼艾-默莱和圣伊莱尔的时区为UTC+01:00、UTC+02:00（夏令时）。

## 行政
泰尔尼艾-默莱和圣伊莱尔的邮政编码为70270，INSEE市镇编码为70498。

## 政治
泰尔尼艾-默莱和圣伊莱尔所属的省级选区为梅利塞县。

## 人口

1962-2008年间泰尔尼艾-默莱和圣伊莱尔人口变化图示

泰尔尼艾-默莱和圣伊莱尔于2022年1月1日时的人口数量为445人。